# Duitse Christelijk-Sociale Volkspartij
De Duitse Christelijk-Sociale Volkspartij (Duits: Deutsch Christlich-Soziale Volkspartei, DCVP; Tsjechisch: Německá křesťansko sociální strana lidová) was een politieke partij voor etnische Duitsers (Sudeten-Duitsers, Boheemse Duitsers) gedurende de Eerste Tsjecho-Slowaakse Republiek. De DCVP is de continuering van de Boheemse afdeling van de Christelijk-Sociale Partij (Christlich-Soziale Partei, CSP) in het toenmalige Cisleithanië. De partij onderhield nauwe betrekkingen met de Tsjecho-Slowaakse Volkspartij (ČSL), een ideologische geestverwant.

## Geschiedenis
Opgericht in november 1919 als partij voor katholieke Duitse kiezers, verwierp de DCVP de Tsjecho-Slowaakse staat, maar bleef gedurende haar bestaan constructief ten opzichte van de Tsjecho-Slowaakse regering. De DCVP en de Duitse Sociaaldemocratische Arbeiderspartij (DSAP) waren een van de weinige partijen voor Duitse kiezers die ook deel uitmaakten van verschillende regeringen. Robert Mayr-Harting, een partijprominent, behoorde tot de groep vertrouwelingen rond president Tomáš Masaryk. Na de Anschluss van Oostenrijk (1938) namen rechtse elementen de macht over binnen de partij en ging de fractie van de DCVP over naar de fractie van de Sudeten-Duitse Partij (SdP). De voornaamste leiders van de partij die zich steeds loyaal hadden opgesteld in de richting van de regering, Karl Hilgenreiner, Mayr-Harting, Erwin Zajiček spraken zich uit tegen de aanhechting van Sudetenland aan Duitsland na het Verdrag van München (1938). Na de Tweede Wereldoorlog werden Duitsers uit Tsjecho-Slowakije verdreven en als zodanig ontstonden er geen nieuwe partijen voor Sudeten-Duitsers.
De partij kende een eigen landbouworganisatie, de Rijksboerenbond (Reichsbauernbund) en een eigen vakvereniging, de Duitse Christelijke Arbeiders- en Handwerkersbond (Deutsch-Christlichen Gewerbe- und Handwekerbund).

## Ideologie
De DCVP was conservatief en hing de katholieke sociale leer aan. In tegenstelling tot andere rechtse partijen voor de Duitse minderheid in Tsjecho-Slowakije, was de DCVP betrekkelijk gematigd.

## Verkiezingsresultaten

### Kamer van Afgevaardigden
| Jaar                       | %     | Zetels   | +/-   |
| -------------------------- | ----- | -------- | ----- |
| 1920                       | 3,43% | 10 / 281 | NIEUW |
| 1925                       | 4,43% | 13 / 300 | 3     |
| 1929                       | 5,8%  | 14 / 300 | 1     |
| 1935                       | 2%    | 6 / 300  | 8     |
| Bron: Bron: Nohlen, et al. |       |          |       |

### Senaat
| Jaar                 | %    | Zetels  | +/-   |
| -------------------- | ---- | ------- | ----- |
| 1920                 | 2,7% | 4 / 142 | NIEUW |
| 1925                 | 4,7% | 7 / 150 | 3     |
| 1929                 | 4,9% | 8 / 150 | 1     |
| 1935                 | 2,1% | 3 / 150 | 5     |
| Bron: Nohlen, et al. |      |         |       |